# Mario Brunello
Mario Brunello (Castelfranco Véneto, Treviso, 1960) es un violonchelista y director de orquesta italiano. El punto de inflexión en su vida artística fue la victoria en 1986 del Concurso Internacional Tchaikovsky.

## Vida y carrera

### Orígenes y comienzos musicales
Brunello, nacido en Castelfranco Véneto (Treviso, Italia), estudió con Adriano Vendramelli en el Conservatorio de música de Venecia y con Antonio Janigro. En 1986 recibió el primer premio en el Concurso Internacional Tchaikovsky de Moscú en la sección de violonchelo, ex aequo con Kirill Rodin.
Desde entonces, Brunello ha tocado con muchas orquestas del mundo: London Philharmonic, Royal Philharmonic, Múnich Philharmonic, Philadelphia Orchestra, Orchestre National de France, NHK Symphony Orchestra de Tokio, Scala Philharmonic Orchestra, Santa Cecilia, solo por nombrar algunas, así como también ha sido dirigido por directores como Valery Gergiev, Zubin Mehta, Riccardo Muti, Yuri Temirkanov, Riccardo Chailly, Ton Koopman, Seiji Ozawa, Daniele Gatti, Myung-Whun Chung y Claudio Abbado.
Como músico de cámara, Brunello ha actuado con artistas como Gidon Kremer, Martha Argerich, Frank Peter Zimmermann, Yuri Bashmet, Maurizio Pollini, Andrea Lucchesini, Valery Afanassiev y los cuartetos Borodin y Alban Berg.
Es Director Artístico del Concurso Internacional de Cuarteto de Cuerdas Premio Paolo Borciani y del Festival de Cuarteto de cuerdas de Reggio Emilia.

### Orquesta de Archi Italiana
En 1994, Brunello fundó la "Orchestra d'Archi Italiana" (Orquesta de cuerdas italiana) iniciando una doble actividad escénica como director además de la de solista y de gira en muchos países europeos.

## Instrumentos
Brunello toca un violonchelo fabricado en el siglo XVII por el lutier Giovanni Paolo Maggini, y que en el siglo XX perteneció a Benedetto Mazzacurati y luego a Franco Rossi, violonchelista del "Quartetto Italiano".

## Discografía selecta
Entre las producciones en las que ha grabado se encuentran:
- 2010 – Bach: Sei suites a violoncello solo senza basso (brunello series, Egea). Grabado en Auditorium Santa Cecilia, Perugia 2009.
- 2009 – Lekeu: Sonata for cello and piano in F major; Schubert: Sonata for arpeggione and piano in A minor D.821 con Andrea Lucchesini al piano. (brunello series, Egea). Grabado en Auditorium Scuola Comunale Chiappano, Vicenza 2004
- 2009 – Antonio Vivaldi: Concerti per violoncello (brunello series, Egea)
- 2009 – Violoncello and (brunello series). Grabado en Chiesa Monastica del Monastero di Bose, Italia 25-27 de octubre de 2004.
- 2008 – Mario Brunello / orchestra d'archi italiana - Odusia - (brunello series). Grabado en Auditorium Santa Cecilia, Perugia.
- 2002 – XRCD2 Mario Brunello Alone (JVC) Sollima, Ligeti, Casado.
- 1999 – Chopin, Schumann, Brahms, con Andrea Lucchesini (Accademia Musicale Chigiana). Grabado en Teatro dei Rozzi, Siena 9-11 agosto y 16-18 de septiembre de 1999.
- 1998 – Beethoven: Complete works for cello & piano, con Andrea Lucchesini (Agorà Musica). Grabado en Palazzo Giusti, Padua 21-26 de mayo de 1996.
- 1995 – Bach: Sei suites per violoncello solo (Amadeus).  Grabado en Conservatorio di Torino enero/abril 1993/9 de diciembre de 1994
- 1993 – Haydn: I concerti per violoncello, con I Solisti di Zagabria (Erresse).